# Parque Batlle
Parque Batlle (oficjalnie: Parque de los Aliados) – barrio (sąsiedztwo lub dzielnica) oraz ważny park publiczny w Montevideo, stolicy Urugwaju. Nazwa pochodzi od nazwiska José Batlle y Ordóñeza, który był prezydentem Urugwaju w latach 1911-1915. Obecnie powierzchnia parku wynosi 60 ha. W dzielnicy znajduje się narodowy stadion piłkarski Urugwaju – Estadio Centenario, narodowy pomnik „La Carreta” oraz przestrzeń mieszkalna.

## Park
Parque Batlle zalicza się do trzech największych (razem z Parque Prado i Parque Rodó) parków Montevideo. Znajduje się w nim narodowy stadion piłkarski Estadio Centenario, wybudowany dla pierwszych światowych mistrzostw piłkarskich w 1930 roku wraz z muzeum piłkarskim. W parku jest też klub lekkoatletyczny Tabaré, Miejski Welodrom oraz mniejsze stadiony: Parque Palermo i Parque Luis Méndez Piana.

## Pomniki
Pomnik "La Carreta", autorstwa José Belloniego ustawiony został w 1934 roku. Wykonany jest z brązu, na granitowej podstawie. Przedstawia woły zaprzężone do wyładowanego wozu. W 1976 pomnik został uznany za pomnik narodowy. Jest jednym z kilku pomników w parku. Znajduje się na Avenida Lorenzo Merola, przy Estadio Centenario.
Na zachodniej stronie parku, przy Bulevar Artigas, znajduje się Obelisk Montevideo. Pomnik ten powstał w 1938 roku i upamiętnia twórców pierwszej konstytucji Urugwaju. Jego twórcą jest rzeźbiarz José Luis Zorrilla de San Martín. Obelisk jest trójboczny, wykonany z granitu i ma wysokość 40 metrów. Po trzech stronach znajdują się posągi z brązu symbolizujące „Prawo”, „Wolność” i „Siłę”. Uznany został w 1976 roku za dziedzictwo narodowe.

## Pozostałe atrakcje
W rejonie barrio Parque Batlle o nazwie Villa Dolores znajduje się, włączony do miasta w 1919 roku ogród zoologiczny.